# Passagen (film, 2025)
Passagen (engelska: The Electric State) är en amerikansk science fiction-äventyrsfilm från 2025. Filmen är regisserad av Anthony Russo och Joe Russo, med manus skrivet av Christopher Markus och Stephen McFeely. Den är baserad på konstboken med samma namn av Simon Stålenhag.
Filmen hade premiär den 14 mars 2025 på streamingtjänsten Netflix.

## Rollista
Källor: 
- Millie Bobby Brown – Michelle
- Chris Pratt – Keats
- Ke Huy Quan – Dr. Amherst
- Stanley Tucci – Ethan Skate
- Jason Alexander – Ted
- Martin Klebba – Herman
- Woody Norman – Christopher
- Giancarlo Esposito – Colonel Marshall Bradbury

### Röstroller
- Jason Alexander – Ted
- Woody Harrelson – Mr. Peanut
- Anthony Mackie – Herman
- Brian Cox – Popfly
- Jenny Slate – Penny Pal
- Alan Tudyk – Cosmo
- Hank Azaria – Perplexo
- Colman Domingo – Wolfe
- Rob Gronkowski – Blitz
- Billy Gardell – Garbage Bot
- Billy Bob Thornton

## Produktion

### Utveckling
Filmen tillkännagavs första gången i december 2017, när Anthony Russo och Joe Russo förvärvade rättigheterna till den grafiska romanen. De sattes som producenter, med Andy Muschietti i förhandlingar om att regissera. Christopher Markus och Stephen McFeely skulle skriva manus. I december 2020 vann Universal Pictures distributionsrättigheterna till filmen, med bröderna Russo som nu regisserar och Muschietti är kvar som producent på projektet via sitt nya produktionsbolag. Millie Bobby Brown blev planerad att spela huvudrollen, och produktionen skulle börja så snart bröderna Russo slutfört The Gray Man (2022) och Brown avslutat inspelningen av den fjärde säsongen av Stranger Things. I juni 2022 rapporterades det om att filmen skulle kunna få sina distributionsrättigheter överförda till Netflix, eftersom Universal inte längre planerade att ge filmen en biopremiär. Senare samma månad blev det bekräftat att Netflix skulle distribuera filmen, med Chris Pratt i samtal om att spela en av huvudrollerna tillsammans med Brown.

### Inspelning
Filminspelningarna började i oktober 2022 i Atlanta, under arbetsnamnet Stormwind. Den 4 november samma år pausades filmproduktionen tillfälligt efter att en person som arbetade med filmen omkom i en bilolycka utanför inspelningarna. Filmen blev färdiginspelad i början av februari 2023.

### Musik
Filmmusiken komponerades av Alan Silvestri, vilket är det tredje samarbetet mellan Silvestri och Bröderna Russo, efter deras arbete med Avengers: Infinity War och Avengers: Endgame.